# Gwangju
Gwangju (광주?, GwangjuRR, KwangjuMR) pronunciado: [kwaŋ.dʑu], oficialmente Ciudad Metropolitana de Gwangju (광주광역시?, Gwangju-gwangyeoksiRR, Kwangju-gwangyŏkshiMR), es una de las seis ciudades metropolitanas que, junto a las nueve provincias, la ciudad especial y la ciudad autónoma especial, forman Corea del Sur.
Está ubicada en el suroeste del país, englobada en la provincia Jeolla del Sur, de la que era su capital hasta el año 2005, cuando la sede provincial se transfirió a la ciudad de Namak. Gwangju se sitúa cerca del banco Sinhan, y cerca de la Comunidad del centro de servicios Jungheung 2(i)-dong.
Han nacido en esta ciudad Jung Hoseok (BTS), Ki Sung-Yueng (futbolista), Shinhye, Jung Yunho (DBSK), Gikwang (Highlight), Changkyun, Minhyuk y Hyungwon (Monsta X), Sungjong (Infinite), SeungRi (Bigbang), Seo Hye-lin (EXID), Sehyoon (A.C.E.), Wooseok (PENTAGON) Seunghee (CLC), Suzy (Miss A) y Yunho (ATEEZ).

## Administración
La ciudad de Gwangju se divide en 5 distritos (Gu).
| Mapa                      | Nombre | Hangul | Hanja |
| ------------------------- | ------ | ------ | ----- |
| Buk Dong Gwangsan Nam Seo |        |        |       |
| Gu (Distritos)            |        |        |       |
| Buk                       | 북구   | 北區   |       |
| Dong                      | 동구   | 東區   |       |
| Gwangsan                  | 광산구 | 光山區 |       |
| Nam                       | 남구   | 南區   |       |
| Seo                       | 서구   | 西區   |       |

## Historia
Gwangju fue fundada alrededor del 57 a. C. y es desde entonces un importante centro comercial y administrativo. Con la construcción del ferrocarril a Seúl en 1914, la industria moderna comenzó a instalarse en la ciudad, hasta que en 1967, se construyó una zona industrial que dio como resultado un fuerte incremento en el sector, dando un mayor auge al rubro automotor.

### Masacre de Gwangju
Del 18 al 27 de mayo de 1980 se produjo un importante levantamiento popular contra la dictadura de Chun Doo-hwan. En estos hechos, los ciudadanos tomaron el control de la ciudad. El suceso es a veces llamado '5/18' (por haber sucedido el 18 de mayo), en referencia al día en que comenzó el levantamiento. La respuesta gubernamental incluyó el uso de violencia homicida, que dejó 165 personas muertas.

## Clima
| Parámetros climáticos promedio de Gwangju (1981–2010) | Parámetros climáticos promedio de Gwangju (1981–2010) | Parámetros climáticos promedio de Gwangju (1981–2010) | Parámetros climáticos promedio de Gwangju (1981–2010) | Parámetros climáticos promedio de Gwangju (1981–2010) | Parámetros climáticos promedio de Gwangju (1981–2010) | Parámetros climáticos promedio de Gwangju (1981–2010) | Parámetros climáticos promedio de Gwangju (1981–2010) | Parámetros climáticos promedio de Gwangju (1981–2010) | Parámetros climáticos promedio de Gwangju (1981–2010) | Parámetros climáticos promedio de Gwangju (1981–2010) | Parámetros climáticos promedio de Gwangju (1981–2010) | Parámetros climáticos promedio de Gwangju (1981–2010) | Parámetros climáticos promedio de Gwangju (1981–2010) |
| Mes                                                   | Ene.                                                  | Feb.                                                  | Mar.                                                  | Abr.                                                  | May.                                                  | Jun.                                                  | Jul.                                                  | Ago.                                                  | Sep.                                                  | Oct.                                                  | Nov.                                                  | Dic.                                                  | Anual                                                 |
| ----------------------------------------------------- | ----------------------------------------------------- | ----------------------------------------------------- | ----------------------------------------------------- | ----------------------------------------------------- | ----------------------------------------------------- | ----------------------------------------------------- | ----------------------------------------------------- | ----------------------------------------------------- | ----------------------------------------------------- | ----------------------------------------------------- | ----------------------------------------------------- | ----------------------------------------------------- | ----------------------------------------------------- |
| Temp. máx. media (°C)                                 | 5.3                                                   | 7.8                                                   | 13.0                                                  | 19.6                                                  | 24.3                                                  | 27.5                                                  | 29.6                                                  | 30.7                                                  | 26.9                                                  | 21.8                                                  | 14.6                                                  | 8.1                                                   | 19.1                                                  |
| Temp. media (°C)                                      | 0.6                                                   | 2.5                                                   | 7.0                                                   | 13.2                                                  | 18.3                                                  | 22.4                                                  | 25.6                                                  | 26.2                                                  | 21.9                                                  | 15.8                                                  | 9.1                                                   | 3.1                                                   | 13.8                                                  |
| Temp. mín. media (°C)                                 | −3.1                                                  | −1.8                                                  | 2.1                                                   | 7.5                                                   | 13.0                                                  | 18.2                                                  | 22.5                                                  | 22.8                                                  | 17.8                                                  | 10.9                                                  | 4.5                                                   | −0.9                                                  | 9.5                                                   |
| Precipitación total (mm)                              | 37.1                                                  | 47.9                                                  | 60.8                                                  | 80.7                                                  | 96.6                                                  | 181.5                                                 | 308.9                                                 | 297.8                                                 | 150.5                                                 | 46.8                                                  | 48.8                                                  | 33.5                                                  | 1391.0                                                |
| Días de precipitaciones (≥ 0.1 mm)                    | 11.0                                                  | 9.0                                                   | 9.5                                                   | 8.9                                                   | 9.3                                                   | 10.7                                                  | 15.5                                                  | 14.9                                                  | 9.8                                                   | 6.8                                                   | 9.0                                                   | 10.0                                                  | 124.4                                                 |
| Horas de sol                                          | 159.9                                                 | 164.6                                                 | 192.0                                                 | 213.0                                                 | 222.8                                                 | 169.2                                                 | 145.4                                                 | 172.6                                                 | 172.3                                                 | 205.2                                                 | 163.6                                                 | 155.9                                                 | 2136.3                                                |
| Humedad relativa (%)                                  | 67.7                                                  | 65.2                                                  | 62.9                                                  | 61.9                                                  | 66.4                                                  | 72.8                                                  | 80.0                                                  | 78.1                                                  | 74.3                                                  | 68.4                                                  | 68.1                                                  | 68.8                                                  | 69.5                                                  |
| Fuente: Korea Meteorological Administration           |                                                       |                                                       |                                                       |                                                       |                                                       |                                                       |                                                       |                                                       |                                                       |                                                       |                                                       |                                                       |                                                       |

## Deportes
En Gwangju se celebró el Campeonato Mundial de Natación de 2019.
| Predecesor: Kazán | Universiadas 2015 | Sucesor: Taipéi |